# L'amour est un plaisir
L'amour est un plaisir est le premier roman de Jean d'Ormesson, publié en 1956 aux éditions Julliard.

## Résumé
Jean d'Ormesson fait le récit de « trois jeunes hommes et une jeune fille » qui « s'élancent en cabriolet sur les routes de Provence, en juillet ».

## Éditions
- L'amour est un plaisir, Paris, Éditions Julliard, coll. « Press Pockets » (no 2337), 1985 (1re éd. 1956), 220 p. (ISBN 2-266-01537-0 et 9782266015370)